# Fighter's History
Fighter's History (ファイターズヒストリー?, Faitazu Hisutori) è un videogioco di tipo picchiaduro a incontri sviluppato e pubblicato nel 1993 dalla Data East.
Nel tentativo da parte della Data East di dare una risposta concreta al popolarissimo Street Fighter II della connazionale Capcom la casa di Tokyo pubblicò un gioco che agli occhi dei più risultò come un clone di Street Fighter II e totalmente privo di originalità, tanto che la Capcom avviò una causa legale nei confronti della Data East per plagio: quest'ultima riuscì a difendersi e a respingere l'accusa accennando al fatto che si ispirò in primis al proprio videogioco Karate Champ del 1984.

## Trama
Il "Great Grapple" è un torneo internazionale di lotta che si tiene ogni anno e viene organizzato dal misterioso K, un lottatore che in ogni edizione riesce a sconfiggere tutti i partecipanti al torneo.
In questa edizione si iscrivono solamente nove lottatori, i migliori e più coraggiosi del mondo, desiderosi di affrontare K.

## Modalità di gioco
La giocabilità di Fighter's History evidenzia il motivo della pessima fama del gioco quale "clone di Street Fighter II": gli elementi in comune con il capolavoro targato Capcom sono innumerevoli, dal sistema a round con barra di energia gialla-rossa al menu di scelta del personaggio, dai fondali che ritraggono ambientazioni del paese di provenienza del personaggio (benché il paese di origine del lottatore non viene reso noto direttamente nel gioco come in Street fighter II, lo si deduce dalla lingua utilizzata dai lottatori nel nominare le mosse speciali e dai fondali) ai pulsanti da utilizzare (tre per i pugni e tre per i calci, differenti per velocità e potenza del colpo), ...
L'unica vera novità apportata dal gioco è un sistema di punti deboli (uno per ogni lottatore) grazie al quale se un lottatore viene colpito più volte sul suo punto debole cade e si rialza stordito.
È da segnalare anche una giocabilità che, rispetto a Street Fighter II, è maggiormente orientata verso l'attuazione di combo di più colpi; inoltre al termine di un incontro la frase di vittoria di ogni lottatore varia anche a seconda di chi è il rivale sconfitto.

## Personaggi

### Utilizzabili
- Ray McDougal

Detective di Los Angeles esperto nelle arti marziali, Ray si iscrive al torneo solamente per il gusto di sfidare nuovi e temibili avversari.
È il personaggio più equilibrato tra quelli presenti nel gioco ed un'ottima scelta per i principianti.
Il look è tra i più classici dei videogiochi picchiaduro: t-shirt bianca, jeans blu e scarpe sportive bianche.
Il suo stage è dinanzi alla Casa bianca e il suo punto debole è l'immagine di un fulmine posta sul fronte della maglietta.
- Liu Feilin

Attrice cinese d'opera, conosce l'arte degli assassini; sebbene il torneo la metterà in luce a livello internazionale suscitando l'interesse da parte del cinema di Hollywood, lei decide di restare a Pechino.
Si lotta dinanzi ad un edificio cinese e il suo punto debole è l'armatura che le ripara il petto.
- Ryoko Kano

Sedicenne lottatrice olimpica di Judo, che punta a vincere le Olimpiadi di Atlanta 1996 per onorare i propri nonni.
Si combatte in un dojo e il suo punto debole è l'hachimaki.
Il personaggio è chiaramente ispirato alla judoka Ryōko Tamura che prese parte alle Olimpiadi di Barcellona 1992 a soli 16 anni di età, andando a medaglia già allora; un'altra fonte di ispirazione per il personaggio è la protagonista del manga Yawara! - Jenny la ragazza del judo. Curiosamente lo stesso anno la Alpha Denshi produsse il videogioco picchiaduro a incontri World Heroes 2 dove era presente come personaggio selezionabile una giovane judoka giapponese di nome Ryoko, anch'essa ispirata a Ryoko Tamura, ma con colori dei vestiti differenti. Inoltre il set di mosse presenta una tecnica di striking molto vicina a quella del Karate e fortemente ispirata a quella dei personaggi Ryu e Ken della serie Street Fighter della Capcom.
- Matlok Jade

Matlok è un chitarrista punk rock alla ricerca di una leggendaria chitarra dagli enormi poteri, grazie alla quale potrebbe consacrarsi come artista internazionale.
Si lotta su un marciapiede in una metropoli (si presume sia Londra) e il suo punto debole sono le cuffie che porta in testa.
Nelle sue mosse speciali e in diversi colpi è chiaramente ispirato da Guile di Street Fighter II.
- Samchay Tomyamgun

Esperto lottatore di Muay Thai, vuole vincere il torneo per aiutare la propria famiglia.
È il più classico stereotipo del lottatore di boxe tailandese, con tanto di pantaloncini corti e fasciature sugli arti.
Si lotta in un villaggio della Thailandia e il suo punto debole sono i prajied che porta sulle braccia.
- Lee Diendou

Maestro di Bājíquán, partecipa al torneo per vendicarsi di K che uccise suo padre (ricorda la storia di un altro personaggio cinese, Chun-Li di Street Fighter II).
Si lotta sul molo di un porto e il suo punto debole sono le ginocchia.
Molte delle mosse di Lee sono state copiate dalla Capcom per i personaggi Yang e Yun di Street Fighter III come forma di ritorsione per la causa persa sul plagio.
- Makoto Mizoguchi

Studente di Osaka dal background di teppista, più dedito ai party che non allo studio.
È vestito da karateka ma a petto nudo, ed è il personaggio cardine del videogioco e della serie, facendo comparse anche in altri videogiochi quali Joe & Mac Returns e The king Of Fighters Maximum Impact Regulation A.
È basato sul protagonista Momotaro Tsurugi del manga Classe di ferro creato da Akira Miyashita nel 1985.
Si lotta su un ponte di legno dinanzi ad una cascata e il suo punto debole è l'hachimaki che porta sulla fronte.
- Jean Pierre

Eccezionale ginnasta francese, da professionista ha sempre rappresentato la perfezione fino al giorno che i giudici valutarono una sua esecuzione con un 9,98; da quel momento ha iniziato a dedicarsi alle arti marziali per migliorarsi ulteriormente.
Nel gioco è un atleta che parteciperà alle Olimpiadi di Atlanta 1996.
Si lotta in una villa europea e il suo punto debole è una fascia tricolore che porta sulla coscia.
- Marstorius

Wrestler italiano che nelle caratteristiche richiama Zangief di Street Fighter II (nella scena conclusiva del gioco lo si vede combattere contro un orso, altro richiamo al lottatore russo della Capcom); partecipa al torneo per dimostrare la superiorità del Wrestling sulle altre tecniche di combattimento.
Si lotta dinanzi alla fontana di Trevi a Roma e il suo punto debole sono degli pseudo-parastinchi muniti di frange che porta alle gambe, molto simili a quelli che portava il wrestler Bruiser Brody.

### Boss
- Clown

Come si può intuire dal suo nome è un pagliaccio, agilissimo e molto abile nell'utilizzare carte da gioco come arma da lancio.
Nella versione giapponese del gioco chiari riferimenti e la storyline lo caratterizzano come omosessuale.
Lo si affronta in uno scenario astratto con elementi tipici del circo e il suo punto debole è il copricapo (una maschera simile a quelle del Carnevale di Venezia ed un cappuccio).
Non esistono riferimenti alla sua nazionalità.
- Karnov

Il boss finale, il famigerato "K", altri non è che Karnov, nota mascotte della Data East, che qui come anche in Bad Dudes Vs. DragonNinja fa la parte del nemico.
Nella storyline del gioco il suo vero nome è Jinborv Karnovski ed è il secondogenito di una povera famiglia di agricoltori russi; dopo essersi creato la fama di terribile picchiatore, Karnov è obbligato a divenire servo di Dio per redimersi dai suoi precedenti peccati, ma rinuncia al paradiso per dedicarsi al torneo di arti marziali.
Si combatte nel deserto e il suo punto debole è il kefiah che gli copre la testa.
La storia di Karnov narrata nel gioco ed alcuni elementi come il kefiah (copricapo tipico della cultura araba) non sembrano avere molto a che fare con l'originale personaggio e mascotte Karnov, che veniva rappresentato come un circense russo di etnia mongola.

## Serie
- Fighter's History (1993)
- Karnov's Revenge (1994)
- Fighter's History - Mizoguchi Kiki Ippatsu!! (1995)

## Curiosità
- Esisteva un bootleg del gioco dal nome The History of Martial Arts, di origine sconosciuta.
- Nel film Costretti ad uccidere del 1998 fa la sua apparizione un cabinato di questo gioco.